# Antonio de Raya Navarrete
Antonio de Raya Navarrete (1536 – 28 de julho de 1606) foi um prelado católico romano que serviu como bispo de Cuzco (1594–1606).

## Biografia
Antonio de Raya Navarrete nasceu em Baeza, Espanha. No dia 6 de junho de 1594, foi escolhido pelo Rei da Espanha e confirmado pelo Papa Clemente VIII como Bispo de Cusco. No dia 27 de novembro de 1594, foi consagrado bispo por Pedro Castro Quiñones, arcebispo de Granada com Juan Fonseca, bispo de Guadix, e Michael Fitzwalter, bispo auxiliar de Sevilha, servindo como co-consagradores. Serviu como Bispo de Cusco até à sua morte a 28 de julho de 1606.